# Prasidh Krishna
Muralikrishna Prasidh Krishna  (* 19. Februar 1996 in Bangalore, Indien) ist ein indischer Cricketspieler, der seit 2021 für die indische Nationalmannschaft spielt.

## Aktive Karriere
Krishna gab sein First-Class-Debüt für Karnataka im September 2015. Bei der Vijay Hazare Trophy 2016/17 war er mit 13 Wickets der erfolgreichste Bowler für Karnataka und ein Jahr später mit 17 Wickets der zweiterfolgreichste des Turniers. Bei der Indian Premier League 2018 wurde er von den Kolkata Knight Riders ins Team aufgenommen, nachdem Kamlesh Nagarkoti verletzt ausschied. Auch gab er in dem Jahr sein Debüt für die indische A-Nationalmannschaft. Im Jahr 2019 zog er sich eine Stressfraktur zu und musste lange aussetzen. In der Vijay Hazare Trophy 2020/21 konnte er in der Folge mit Karnataka das Halbfinale erreichen. Sein Debüt in der Nationalmannschaft folgte im März 2021 gegen England. Dabei gelangen ihm in seinem ersten Spiel 4 Wickets für 54 Runs. In der folge wurde er mehrmals für das Test-Team nominiert, kam jedoch nicht zum Einsatz. Nachdem er drei Wickets (3/59) auf der Tour in Südafrika erreichte, kamen die West Indies nach Indien. Dabei konnte er dann in der ODI-Serie im zweiten Spiel 4 Wickets für 12 Runs erzielen, wofür er als Spieler des Spiels ausgezeichnet wurde. Nach weiteren drei Wickets (3/27) in der dritten Begegnung wurde er als Spieler der Serie ausgezeichnet. Daraufhin wechselte er für 10 crore INR (1,32 Millionen US-Dollar) innerhalb der Auktion für die Indian Premier League 2022 zu den Rajasthan Royals. Im August erreichte er in Simbabwe 3 Wickets für 50 Runs.
Kurz darauf erlitt er eine Rückenverletzung und musste lange aussetzen. In der Folge begab er sich in die Rehabilitation in der National Cricket Academy, doch als diese nicht erfolgreich verlief entschied man sich im Februar für eine Operation. So dauerte es insgesamt fast ein Jahr, bis er wieder zurück ins Nationalteam kam, als er sein Debüt im Twenty20-Cricket in Irland gab. Beim darauffolgenden Asia Cup 2023 hatte er dann nur einen Einsatz. Für den Cricket World Cup 2023 wurde er nachnominiert, nachdem sich Hardik Pandya verletzt hatte.